# Liste der Bodendenkmäler in Untrasried
Auf dieser Seite sind die Bodendenkmäler in der schwäbischen Gemeinde Untrasried zusammengestellt. Diese Tabelle ist eine Teilliste der Liste der Bodendenkmäler in Bayern. Grundlage ist die Bayerische Denkmalliste, die auf Basis des Bayerischen Denkmalschutzgesetzes vom 1. Oktober 1973 erstmals erstellt wurde und seither durch das Bayerische Landesamt für Denkmalpflege geführt wird. Die folgenden Angaben ersetzen nicht die rechtsverbindliche Auskunft der Denkmalschutzbehörde.

## Bodendenkmäler der Gemeinde Untrasried

### Bodendenkmäler in der Gemarkung Hopferbach
| Lage                  | Objekt | Akten-Nr.     | Bild |
| --------------------- | --- | ------------- | ---- |
| Hopferbach (Standort) | Mittelalterlicher Burgstall. | D-7-8128-0029 |      |
| Hopferbach (Standort) | Burgstall des Mittelalters (Schellenberg). | D-7-8128-0030 |      |
| Hopferbach (Standort) | Burgstall des späten Mittelalters. | D-7-8128-0053 |      |
| Hopferbach (Standort) | Mittelalterliche und frühneuzeitliche Befunde im Bereich der Katholischen Pfarrkirche St. Bartholomäus in Hopferbach und ihrer Vorgängerbauten. | D-7-8128-0060 |      |

### Bodendenkmäler in der Gemarkung Untrasried
| Lage                  | Objekt | Akten-Nr.     | Bild |
| --------------------- | --- | ------------- | ---- |
| Untrasried (Standort) | Befestigung vor- und frühgeschichtlicher Zeitstellung.                                                                                                  | D-7-8128-0026 |      |
| Untrasried (Standort) | Straße der römischen Kaiserzeit. | D-7-8128-0028 |      |
| Untrasried (Standort) | Mittelalterliche und frühneuzeitliche Befunde im Bereich der Katholischen Pfarrkirche St. Fabian und Sebastian in Untrasried und ihrer Vorgängerbauten. | D-7-8128-0062 |      |
| Untrasried (Standort) | Frühneuzeitliche Befunde im Bereich der Katholischen Weilerkapelle in Eschers.                                                                          | D-7-8128-0107 |      |